# Errol McCormack
Errol John McCormack (nascido a 30 de Agosto de 1941) é um oficial reformado da Real Força Aérea Australiana (RAAF), que serviu como Chefe do Estado-maior entre Maio de 1998 e Junho de 2001.